# Dalibor Možanić
Dalibor Možanić (ur. 15 lipca 1976 w Varaždinie) – chorwacki piłkarz występujący na pozycji pomocnika.

## Życiorys
W sezonie 1998/1999 występował w austriackim ASK Stoob, występującym w Landesliga Burgenland (czwarty poziom). Następnie został zawodnikiem NK Ivančica. Latem 2000 roku przeszedł do Górnika Zabrze. W I lidze zadebiutował 29 lipca w wygranym 4:1 spotkaniu z Ruchem Chorzów. Ogółem w najwyższej polskiej klasie rozgrywkowej rozegrał dziewięć meczów. Po zakończeniu rundy jesiennej sezonu 2000/2001 odszedł z Górnika, zostając zawodnikiem NK Korotan Prevalje. W barwach tego klubu zadebiutował w 1. SNL 11 marca 2001 roku w wygranym 4:0 spotkaniu z NK Domžale. Pierwszą bramkę w najwyższej lidze Słowenii zdobył 1 kwietnia tegoż roku w spotkaniu przeciwko MND Tabor Sežana (1:1). W lipcu 2001 roku został zawodnikiem DSV Leoben. W jego barwach rozegrał dwanaście meczów w austriackiej Erste Division, debiutując 24 lipca w wygranym 3:2 meczu z SV Braunau. Po pół roku wrócił do NK Korotan, dla którego rozegrał łącznie 19 spotkań w 1. SNL. Następnie grał w klubach niższych lig Austrii, Chorwacji i Słowenii. Był także grającym trenerem NK Rudar 47.

## Statystyki ligowe
| Sezon         | Klub                | Liga           | Mecze | Gole |
| ------------- | ------------------- | -------------- | ----- | ---- |
| 2000/2001 (j) | Górnik Zabrze       | I liga         | 9     | 0    |
| 2000/2001 (w) | NK Korotan Prevalje | 1. SNL         | 13    | 3    |
| 2001/2002 (j) | DSV Leoben          | Erste Division | 12    | 0    |
| 2001/2002 (w) | NK Korotan Prevalje | 1. SNL         | 6     | 2    |